# Огюст Ваіллант
Огюст Ваіллант (фр. Auguste Vaillant; 27 грудня 1861 — 5 лютого 1894) — французький анархіст, найбільш відомим організацією вибуха у Палаті депутатів Франції 9 грудня 1893 року. Реакцією уряду на цю атаку було прийняття антианархістських законів, що обмежували друк і були відомими як Lois scélérates (з фр. Шахрайські закони).
Ваіллант здійснив теракт, кинувши саморобний вибуховий пристрій із загальнодоступної галереї парламенту і був негайно заарештований. Вибух завдав лише легких поранень двадцяти депутатам. На суді в Парижі його захищав Фернан Лаборі. Ваіллант стверджував, що його метою було не вбити, а поранити якомога більше депутатів, і він намагався помститись за страту Равашоля. Незважаючи на намагання виправдатись, Ваіллант був засуджений до смертної кар. 5 лютого 1894 року його стратили на гільйотині.

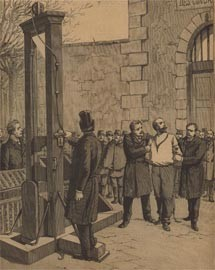
Ваіллант перед стратою

Його теракт та страта, у свою чергу, надихнули на напади Еміля Анрі та Санте Джеронімо Казеріо (які зарізали Марі Франсуа Саді Карно, президента Третьої Французької Республіки) , а також Бхагата Сінгха (який кинув бомбу низької інтенсивності в Центральній Законодавчій Асамблеї Британської Індії, а пізніше був повішений). 
Останніми словами Ваілланта були: «Смерть буржуазії! Хай живе анархія!»